# 成公亮
成公亮（1940年8月—2015年7月8日），江蘇宜興人，中國廣陵派古琴演奏家、作曲家，曾任南京藝術學院音樂系教授，中華人民共和國文化部認定的“国家级非物质文化遗产项目（古琴艺术）代表性传承人”之一。

## 生平
成公亮於民國29年（1940年）生於江蘇宜興。中學就讀上海音樂學院附屬中學，主修二胡，師從王乙（陸修棠的學生）。二年級時改學古琴，起先師從劉景韶，學習了〈長門怨〉、〈平沙落雁〉等多首梅庵派琴曲和〈歸去來辭〉，但劉景韶個性沉悶，演奏和教學也不吸引成公亮。後來被學校分配跟廣陵派琴人張子謙學琴，並且獲得張子謙贊賞，其鍾愛的曲子〈憶故人〉便是習自張子謙。除了古琴，亦曾隨王巽之和曹正副修古箏，學習浙江、河南及山東箏曲。
1960年進入上海音樂學院作曲系本科，老師有胡登跳、嚴慶祥、劉如曾等人，其中劉如曾影響最大。當時的成公亮對戲曲也很有興趣，除了校內邀請京劇院、崑劇團演員開課的課程，他也隨于會泳進上海京劇院學習和交流。1965年畢業。
畢業時參與了院長正在做的《智取威虎山》京劇，後來亦曾在文化大革命期被借調到中国京剧团，居住在魏公村解放軍藝術學院裡。此間曾參與創作《红灯记》、《奇袭白虎团》等。文革結束後回到山東京劇團。
自上海音樂學院畢業後，成公亮十多年不彈琴，直到遇到吳文光等「琴瑟箏改革小組」的成員，就古琴的記譜、指法、創作等進行討論，再次對古琴產生興趣，並在吳景略的幫助下，自王世襄處獲得一床明代古琴，後來將此琴命名為「忘憂」。1985年於山東濟南獲得葉詩夢舊藏唐代仲尼式古琴「秋籟」並修復，該琴音韻綿長，成公亮甚愛之。
1984年起在南京藝術學院音樂系教書。1986年受到中德友好協會之邀，到德國等十四個歐洲國家演出，1989年再度赴歐演出，期間與長笛演奏家 Chris Hinze 合作，完成了專輯《中國夢》。1996年在日本「中國音樂研究會」的邀請下至東京、大阪、兵庫等地舉行古琴音樂會及演講。
1990年代為其創作高峰期，古箏曲〈伊犁河畔〉及《袍修羅蘭》古琴套曲便完成於此時。1997年退休，曾到臺灣南華大學、上海音樂學院、天津音樂學院等校講學。2011年回任南京藝術學院琴學研究中心主任。
2011年，在《“高山流水”——古琴艺术展》上演奏王世襄舊藏的唐代古琴大聖遺音。
2015年7月8日17点39分在南京病逝。
有女成紅雨，七八嵗時就開始教其彈琴，其女後來亦成爲古琴演奏家。

## 音樂風格與觀念
- 其音樂細膩、婉轉，擅於運用音色、剛柔、音量、速度、節奏對比，講求變化及變化的邏輯。[20]
- 針對變化，他進一步表示：

|  | 是音乐就有起伏，就有力度变化，就有动感，古琴绝不能例外。认为古琴强调抑扬顿挫、起伏变化是现代的音乐观念，认为琴曲速度和强弱都必须四平八稳才是传统的味道，才是‘古朴’，这绝对是误解！ |

- 由於自身作曲專業，關注音樂結構（也就是樂句和曲式）的分析及研究。[5]
- 重視語氣和旋律之美，喜愛哼唱各種作品，例如：柴可夫斯基的《第四號交響曲》，並將旋律的哼唱應用於教學。[5][20]
- 大學時期曾和林友仁、龔一討論如何使用五線譜及減化的符號改進古琴記譜法，並用「上海音樂學院七弦琴小組」的名義發表〈對改進七弦琴記譜法的一點意見〉，刊載於《琴論綴新》第二集。[25]然而後來林友仁堅決回歸傳統、使用直行減字譜，成公亮也認為那樣的記譜方式會失去減字譜中的大量資訊，遂改成琴人間通用的減字譜、簡譜對照方式記譜，並寫下〈我所使用的記譜方式〉一文。[26][27]
- 對古琴的認識必須建立「樂器」和「音樂藝術」的基礎上，而不是先談「哲學」和「文化」，甚至將古琴作為道器或儀式化。[28]
- 批判古琴成為非物質文化遺產後的亂象：出現很多不合格的古琴教師，有些利用一般人聽不懂古琴，穿著漢服，滿口哲學和文化去忽悠大眾，但彈琴時沒有基本功，甚至連音都彈不準；也有人透過留鬍子、穿長袍之類的打扮把自己包裝成「大師」的樣子，裝神弄鬼。除此之外，古琴的價格被商業炒作得很高。[28][29][30]

## 音樂創作
- 除了彈奏傳統曲目，也打譜〈文王操〉、〈忘憂〉、〈鳳翔千仞〉、〈桃源春曉〉、〈遁世操〉、〈明君〉、〈孤竹君〉等失傳的古代琴曲，其中〈文王操〉一曲曾用於電視劇《孔子》的配樂。[31][5]
- 創作時在傳統古琴音樂的架構上，常和其他樂種合作，或將其融入古琴曲，例如：
  - 《中國夢》專輯和長笛、花腔女高音、塔布拉鼓合作；[32]
  - 根據愚溪的小說《袍修羅蘭》所作的《袍修羅蘭》古琴套曲中，運用了戲曲音樂的腔韻；[5][19]
  - 〈聽松〉改編自華彥鈞創作的二胡曲；[5][33]
  - 〈沉思的旋律〉運用印度音樂元素；[5][34]
  - 〈太陽〉改編自鋼琴曲；[5][35]
  - 與尼泊爾比丘尼演唱家瓊英·卓瑪在2011年合作「梵唄與古琴音樂會」。[5]
  - 〈微笑〉、〈大悲咒〉改編自瓊英·卓瑪的咏唱。[36]
- 其它創作：
  - 古箏曲〈伊犁河畔〉[18]
  - 二胡曲〈水鄉行〉[37]

## 作品列表

### 專輯
| 專輯名稱                             | 發行日期  | 發行公司        | 曲目 | 備註 |
| ------------------------------------ | --------- | --------------- | --- | --- |
| 《廣陵琴韻（二）》                   | 1987年    | 雨果製作        | 曲目 1. 〈長門怨〉 2. 〈漁樵問答〉 3. 〈憶故人〉 4. 〈醉漁唱晚〉 5. 〈平沙落雁〉 6. 〈歸去來辭〉 7. 〈酒狂〉 8. 〈瀟湘水雲〉 9. 〈龍朔操〉 | |
| 《中國夢》                           | 1990年    | Keytone Records | 曲目 1. The Girl and the Sea 2. Spring Dance 3. Dance of the old Dragon 4. China Dream 5. The Valley 6. Windmills of Tai Lake | 與長笛演奏家 Chris Hinze 合作，於荷蘭出版。                                                                     |
| 《秋籟》                             | 1994年    | 龍音製作        | 曲目 1. 〈醉漁唱晚〉 2. 〈文王操〉 3. 〈瀟湘水雲〉 4. 〈良宵引〉 5. 〈流水〉 6. 〈普庵咒〉 7. 〈遁世操〉 | |
| 《秋籟一一文王操、孤竹君》           | 1998年    | 南京音像        | 曲目 《文王操》 1. 〈文王操〉 2. 〈洞庭秋思〉 3. 〈歸去來辭〉 4. 〈憶故人〉 5. 〈鳳翔千仞〉 6. 〈良宵引〉 7. 〈遁世操〉 8. 〈普庵咒〉 《孤竹君》 1. 〈孤竹君〉 2. 〈醉漁唱晚〉 3. 〈龍朔操〉 4. 〈陽關三疊〉 5. 〈忘憂〉 6. 〈長門怨〉 7. 〈流水〉 8. 〈文王操〉 9. 〈瀟湘水雲〉 | |
| 《別境尋聲——袍修羅蘭》               | 1998年    | 臺灣普音文化    | 曲目 1. 〈地〉 2. 〈水〉 3. 〈火〉 4. 〈風〉 5. 〈空〉 6. 〈見〉 7. 〈識〉 8. 〈如來藏〉 | |
| 《如是寧静》                         | 2006年    | 如是我聞        | 曲目 1. 〈桃源春曉〉 2. 〈憶故人〉 3. 〈聽松〉 4. 〈明君〉 5. 〈洞庭秋思〉 6. 〈文王操〉 7. 〈鳳翔千仞〉 | 獲第18屆傳藝金曲獎「最佳民族樂曲專輯獎」，並入圍「最佳演奏獎」。 〈鳳翔千仞〉一曲用南京博物院藏編鐘、編磬合奏。 |
| 《古琴：成公亮的古琴藝術》           | 2008年6月 | 風潮音樂        | 曲目 1. 〈太陽〉 2. 〈文王操〉 3. 〈忘憂〉 4. 〈沉思的旋律〉 5. 〈良宵引〉 6. 〈長門怨〉 7. 〈陽關三疊〉 8. 〈龍朔操〉 9. 〈歸去來辭〉 | |
| 《鳳凰和鳴》（和姚公白、丁承運合輯） | 2009年    | 浙江文藝音像    | 曲目 《彩鳳鳴岐》 1. 〈陽關三疊〉 2. 〈沉思的旋律〉 3. 〈洞庭秋思〉 《來凰》 1. 〈陽關三疊〉 2. 〈桃源春曉〉 3. 〈憶故人〉 | 使用浙江博物館藏「彩鳳鳴岐」及「來凰」錄音。                                                                    |

### 其它錄音
| 曲目       | 收錄專輯                      | 發行日期 | 發行公司 | 備註                                                      |
| ---------- | ----------------------------- | -------- | -------- | --------------------------------------------------------- |
| 〈文王操〉 | 《中國古琴名家名曲3：文王操》 | 1994     | 風潮音樂 | 1994年4月2日至3日錄製於北京「中國古琴名琴名曲國際鑒賞會」 |

### 著作
- 《是曲不知所从起——成公亮打谱集》，香港：恕之齋，2005，ISBN 9789889873929
- 《秋籁居琴话》，北京：三聯書店，2009，ISBN 9787108032553
- 《秋籟居琴課》，北京：三聯書店，2012，ISBN 9787108056696
- 《秋籟居閑話》，北京：中華書局，2014，ISBN 9787101102055
- 《秋籟居琴譜》，北京：中華書局，2015，ISBN 9787101106565
- 《秋籟居憶舊》，北京：中華書局，2015，ISBN 9787101107050

## 外部連結
- YouTube上的《如是寧靜》之〈桃源春曉〉 （页面存档备份，存于）
- YouTube上的《如是寧靜》之〈憶故人〉 （页面存档备份，存于）
- YouTube上的《如是寧靜》之〈聽松〉 （页面存档备份，存于）
- YouTube上的《如是寧靜》之〈明君〉 （页面存档备份，存于）
- YouTube上的《如是寧靜》之〈洞庭秋思〉 （页面存档备份，存于）
- YouTube上的《如是寧靜》之〈文王操〉 （页面存档备份，存于）
- YouTube上的《如是寧靜》之〈鳳翔千仞〉 （页面存档备份，存于）
- YouTube上的《中國夢》播放列表
- YouTube上的【一席】成公亮：流動的傳承 （页面存档备份，存于）
- YouTube上的成公亮 琼音·卓玛 梵呗与古琴音乐会（英語，漢語）
- 网易云音乐：成公亮、丁承运、姚公白使用浙博藏“彩凤鸣岐”和“来凰”录制的《凤凰合鸣》专辑 （页面存档备份，存于）
- 成公亮的Discogs页面（英文）
- 成公亮在Allmusic上的頁面